# Dive!
Pour les articles homonymes, voir Dive.
Pour plus de détails, voir Fiche technique et Distribution.
Dive! est un film documentaire américain réalisé en 2009 par Jeremy Seifert.

## Synopsis
Le film traite de la question du gaspillage de nourriture encore consommable, jetée à la poubelle.
La caméra suit le quotidien de Jeremy Seifert et ses amis faisant les poubelles et bennes des supermarchés de la ville de Los Angeles, récupérant pour des milliers de dollars d'aliments de bonne qualité. On constate la quantité phénoménale de nourriture qui est gaspillée chaque jour aux États-Unis.
Dive signifie ""plonger"", en référence à la dimension de ces containers de déchets obligeant les protagonistes à littéralement plonger dedans.
Après avoir démontré le parfait état de ces aliments, Seifert demande aux directeurs des supermarchés pourquoi ils n'en font pas don aux banques alimentaires locales, d'autant plus qu'une loi de 1996, le Emerson Good Samaritan Food Donation Act les protège des risques potentiels que ce geste pourrait représenter.
Au lieu de cela, les supermarchés cadenassent leurs containers pour empêcher les déchétariens de s'y servir, ce qui soulève la légalité et l'éthique de l'activité de ces récupérateurs de nourriture.
Le film aborde aussi la responsabilité des familles qui jettent souvent des aliments non périmés, ou qui ont à peine dépassé la date limite de consommation.
«J'ai voulu faire un film sur le gaspillage, sur la faim et sur la société qui permet que cela se produise», explique Seifert.
«Si on jette un steak, c'est toute l'énergie et les ressources utilisées pour le produire qui vont avec lui à la poubelle. C'est une gifle à la planète.»
Jeremy Seifert n'a réalisé ce film que parce qu'il est lui-même un adepte de la récupération alimentaire. Il a filmé caméra à l'épaule avec un budget de 200 dollars, la nuit, après son travail.
À partir de sa philosophie personnelle, Seifert veut dénoncer les aberrations du système de production et de distribution alimentaire.

## Récompenses
Dive! a été projeté en avant-première en octobre 2009 au festival du film de Gig Harbor (état de Washington, USA), où il a reçu le Prix du public. Il a par la suite reçu de nombreuses récompenses sur d'autres festivals de cinéma, dont celle du meilleur documentaire au DC Independent Film Festival et celle du Meilleur Film au Dutch Environmental Film Festival (Festival du film environnemental d'Amsterdam).